# Palingenia fuliginosa
Palingenia fuliginosa is een haft uit de familie Palingeniidae. De wetenschappelijke naam van de soort is voor het eerst geldig gepubliceerd in 1802 door Johann Gottlieb Georgi.
De soort komt voor in het Palearctisch gebied.